# Joy-Slayd Mickels
Joy-Slayd Mickels (* 29. März 1994 in Siegburg) ist ein deutscher Fußballspieler.

## Werdegang
Mickels hatte beim VSF Amern mit dem Fußballspielen begonnen, bevor er in die Jugendabteilung von Borussia Mönchengladbach wechselte. 2013 erhielt er einen Perspektivvertrag in der zweiten Mannschaft der Borussia. 2014 wechselte er zum FC Aarau in die Schweiz. Nach zwei Spielen in der Super League wurde er Mitglied in der U21, die als Team Aargau spielt. In seinen ersten beiden Spielen für das Team Aargau 2015 wurde er zweimal vom Platz gestellt. Bereits nach seiner ersten Roten Karte, die er für eine Tätlichkeit erhielt, wurde er für drei Spiele gesperrt. In seinem ersten Spiel nach der Sperre griff er den Schiedsrichter an, als dieser ihm Gelb-Rot zeigen wollte.
2016 wechselte er nach Norwegen in die dortige zweite Liga und absolvierte dort acht Spiele für Strømmen IF. Ab dem 1. Januar 2017 war er vereinslos. Im Sommer 2017 bestritt er einige Trainingseinheiten und Testspiele für den SC Paderborn 07. Zu einer Verpflichtung kam es jedoch nicht. Stattdessen verpflichtete ihn im August 2017 Regionalligist Alemannia Aachen. Ein Jahr später wechselte er zum Ligarivalen SV Rödinghausen und anschließend 2019 zum FC Wegberg-Beeck. Dort spielte er wiederum nur eine Saison und ist seitdem nur noch im Amateurbereich aktiv.

## Privates
Sein Zwillingsbruder Joy-Lance und sein jüngerer Bruder Leroy (* 1995) sind ebenfalls Fußballspieler.